# 沙赖 (上卢瓦尔省)
沙赖（法語：Charraix，法語發音：[ʃaʁɛ]）是法国上卢瓦尔省的一个市镇，位于该省中部偏西南，属于布里尤德区。

## 地理
沙赖（45°1'34"N, 3°34'7"E）面积9.46 平方千米，位于法国奥弗涅-罗讷-阿尔卑斯大区上盧瓦爾省，该省份为法国中南部省份，北起多姆山省和卢瓦尔省，西接康塔爾省，南至洛泽尔省，东临阿尔代什省。
与沙赖接壤的市镇（或旧市镇、城区）包括：屈贝勒、佩布拉克、普拉德、圣于连德沙兹、旺特日。

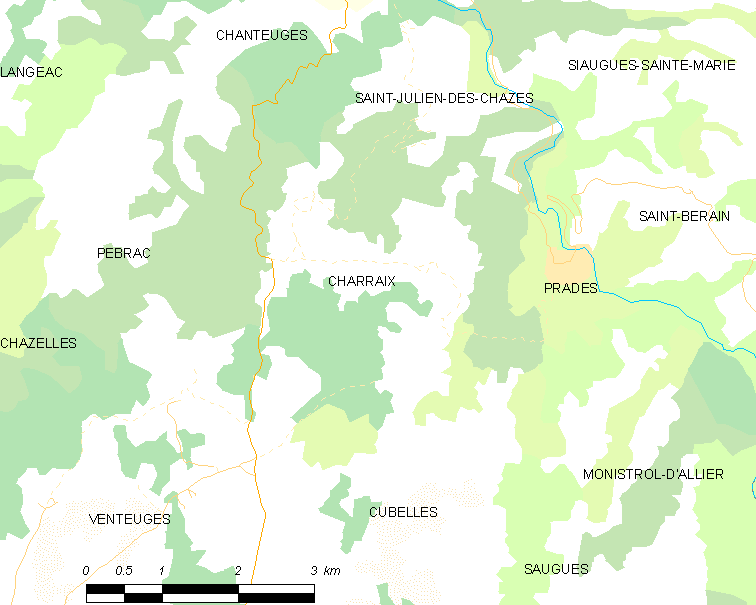
的OSM定位图

沙赖的时区为UTC+01:00、UTC+02:00（夏令时）。

## 行政
沙赖的邮政编码为43300，INSEE市镇编码为43060。

## 政治
沙赖所属的省级选区为阿列峡-热沃当县。

## 人口

1962-2008年间人口变化图示

沙赖于2022年1月1日时的人口数量为67人。